# 戸定邸
戸定邸（とじょうてい）は、千葉県東葛飾郡松戸町松戸（現在の松戸市松戸）に水戸藩最後（11代）の藩主であった徳川昭武が造った別邸。
国の重要文化財の一つであり、指定名称は旧徳川家住宅松戸戸定邸。庭園は旧徳川昭武庭園（戸定邸庭園）として国の名勝に指定されている。また関東の富士見百景に選定されている。

## 概要
松戸宿は江戸時代には江戸と水戸を結ぶ水戸街道の宿場町であった。戸定邸付近に位置する松戸神社には水戸藩2代藩主徳川光圀ゆかりの銀杏の樹があるなど、古くから水戸藩とつながりの深い土地であった。戸定邸は1884年（明治17年）江戸川をのぞむ下総台地上に完成し、徳川昭武の生活の場として使われた別邸となっている。戸定邸の「戸定」とは「外城」に由来し、戸定邸のある高台・戸定台は、一帯に築かれた松戸城（松浪城）の外郭に位置したという。
明治30年代に実兄である元将軍徳川慶喜が何度も訪れ、徳川昭武とともに趣味の写真撮影や狩猟、陶芸などを楽しんだ。また、多くの皇族が長期に滞在するなど、由緒のある屋敷として知られた。1892年（明治25年）、徳川昭武の子の徳川武定が特旨によって子爵を授けられると、以後は松戸徳川家の本邸となった。

## 建築構造
木造平屋一部2階建、延床面積725平方メートル、9棟の建物に23の部屋があり、うち8棟が重要文化財である。台所棟の一部と内蔵が二階建てであるほかは、全て一階建てで、屋根は桟瓦葺きである。また、下屋・渡廊下、附属の便所などは銅板葺きである。南にある表座敷棟を起点として、各棟が連続もしくは渡り廊下で結ばれている。表座敷棟は、床・棚付で十畳半の客間や八畳の書斎などからなり、室境には透かし彫りの板欄間や竹細工の欄間がある。湯殿は浴室と脱衣場をわけ、浴室天井は杉板網代組（網代天井）の意匠としている。
表向きの座敷棟をはじめ、各座敷棟、玄関棟から奥向きの施設まで全体がほぼ完存している大規模住宅、および明治前期における上流階級住宅の指標となるものとして、歴史的価値が高い。

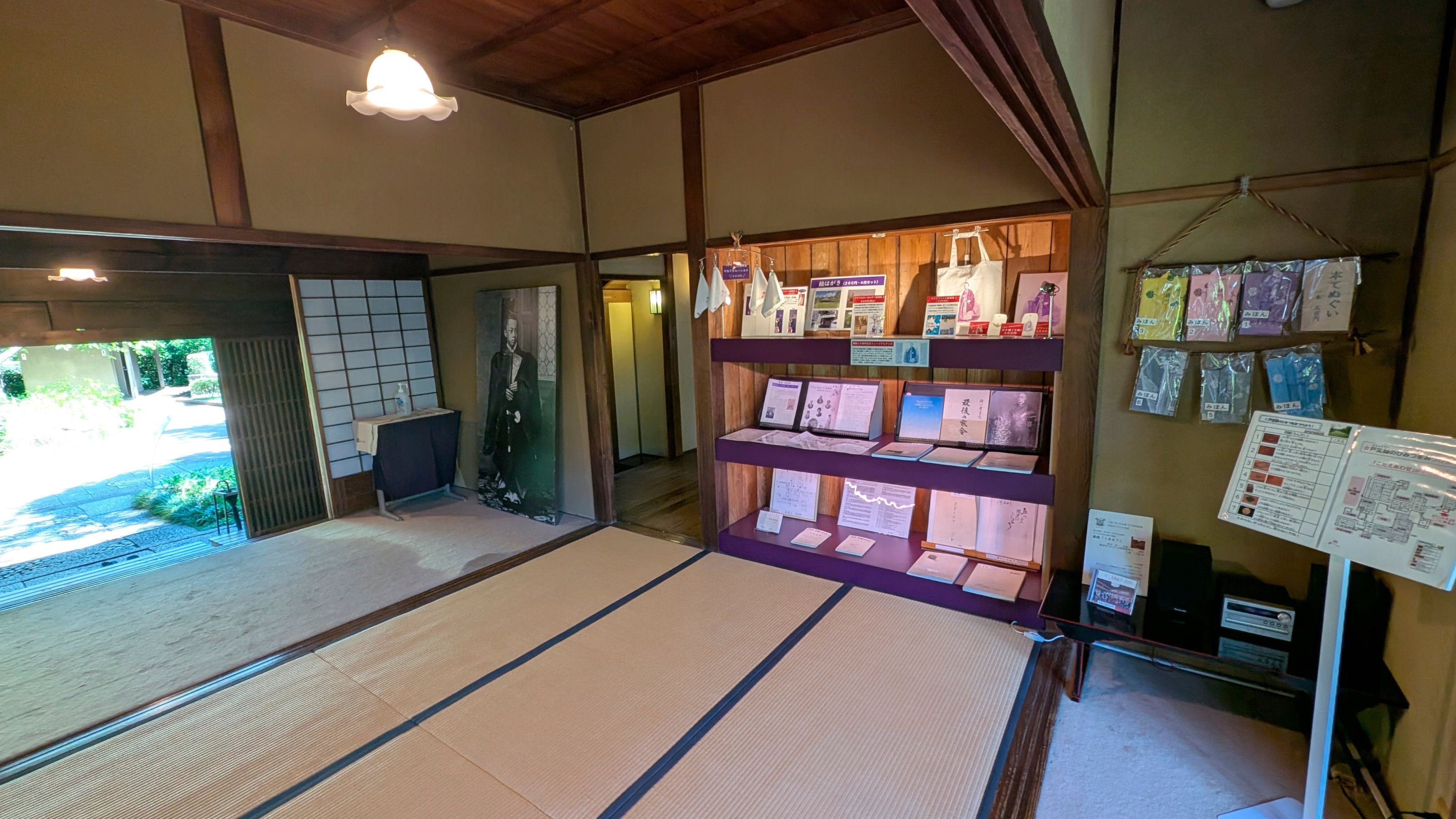
表玄関より受付に入る
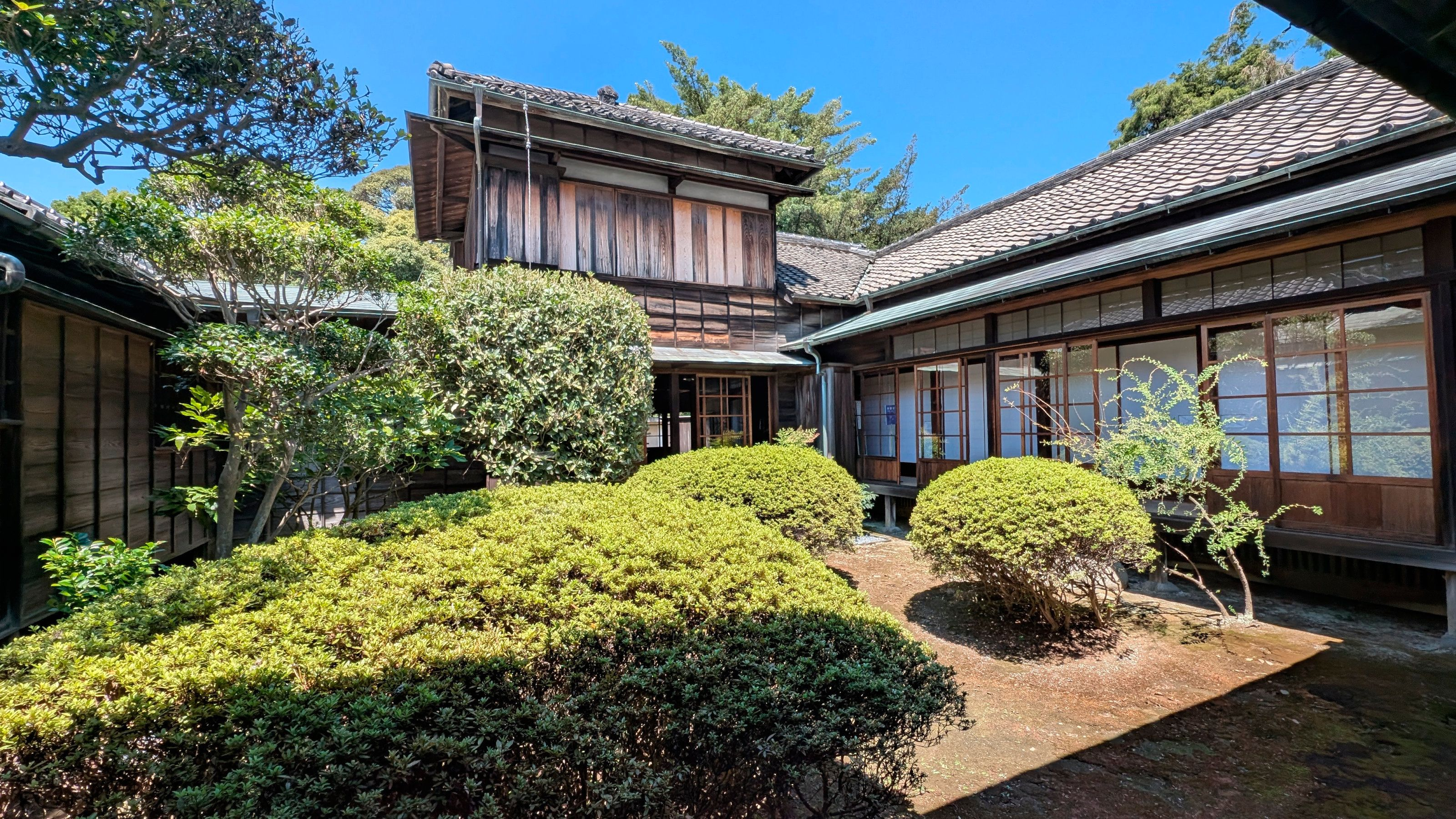
渡り廊下より中庭を臨む
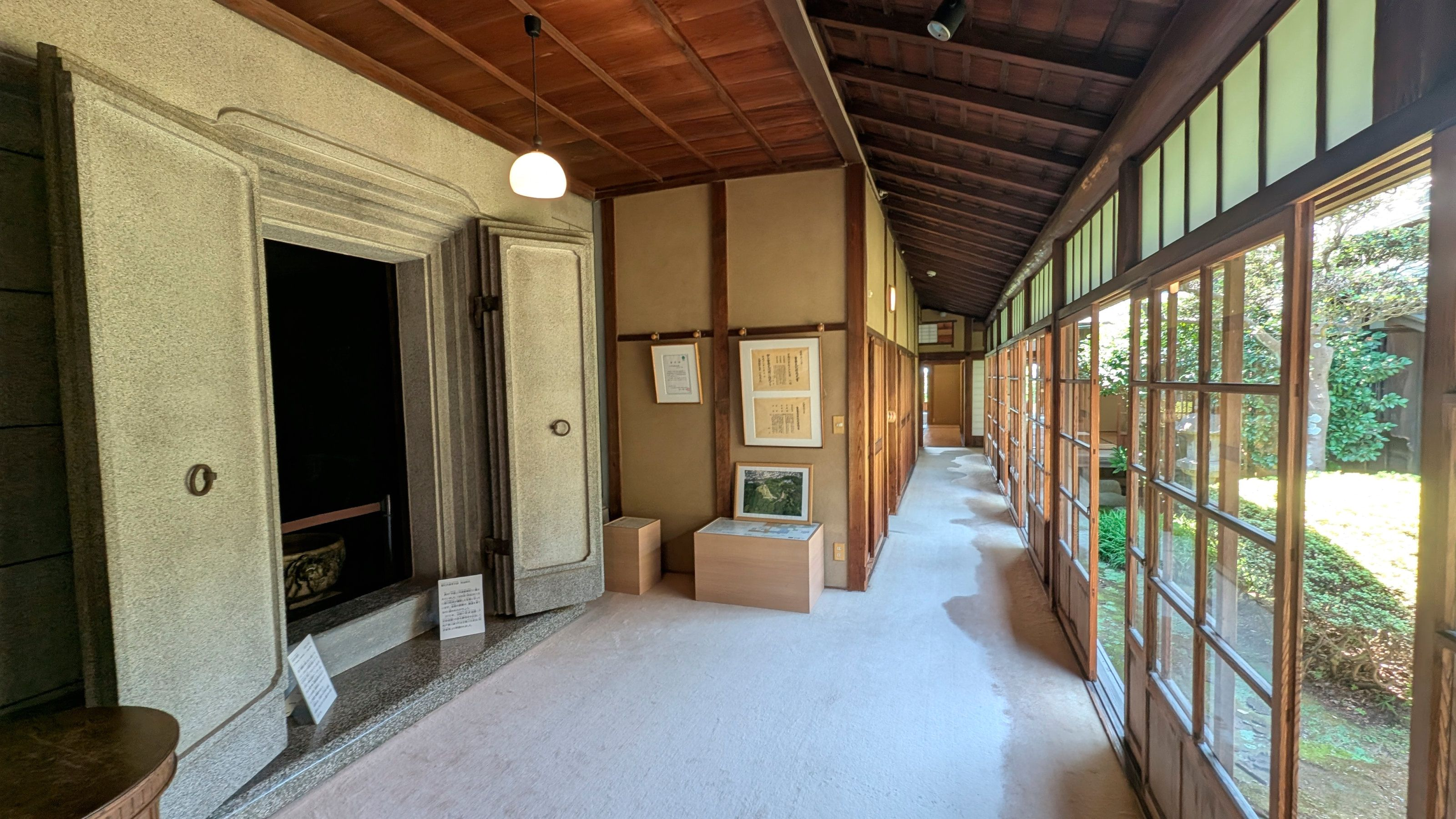
内蔵と中庭
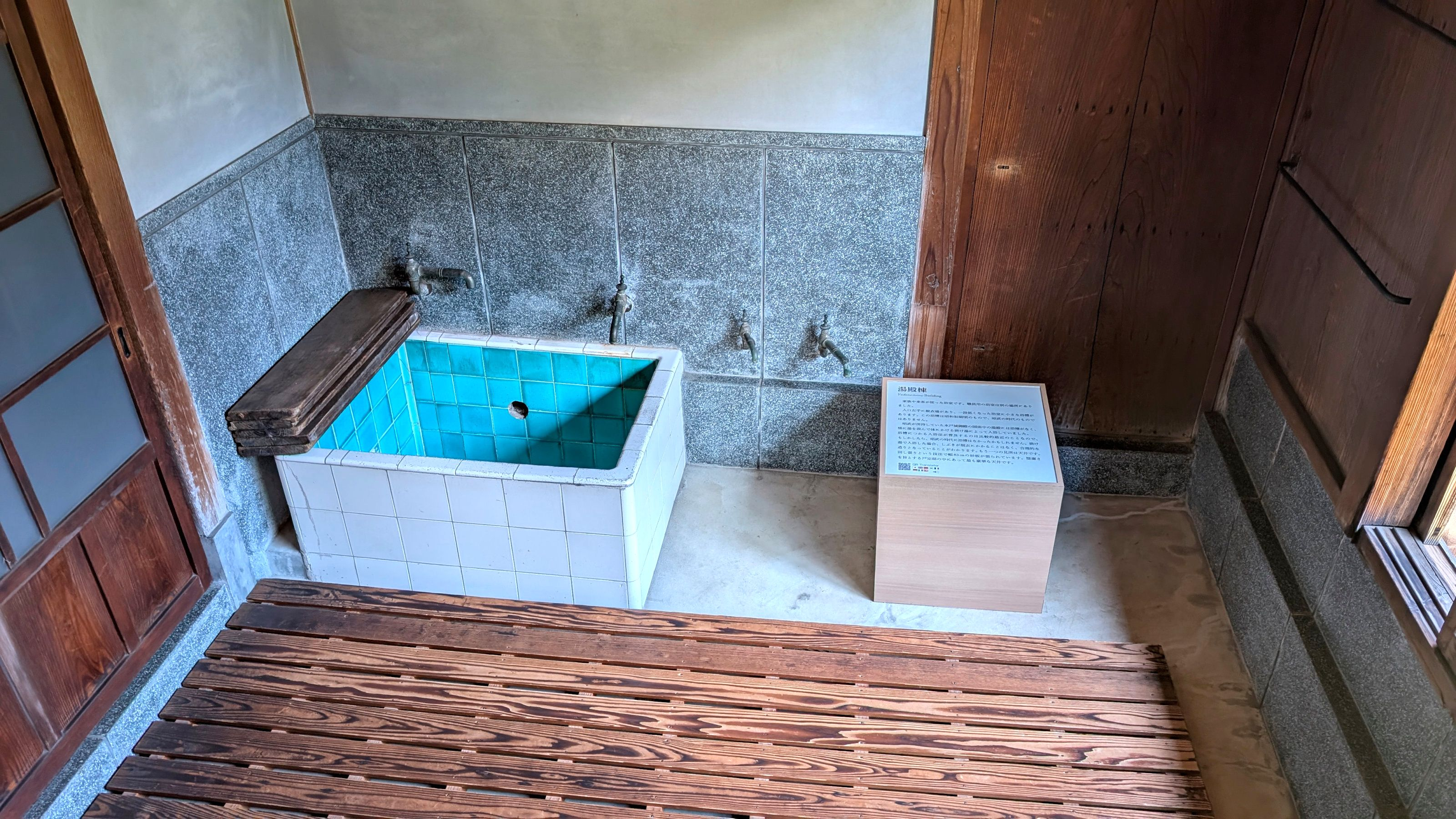
浴室(家族と来客者用)
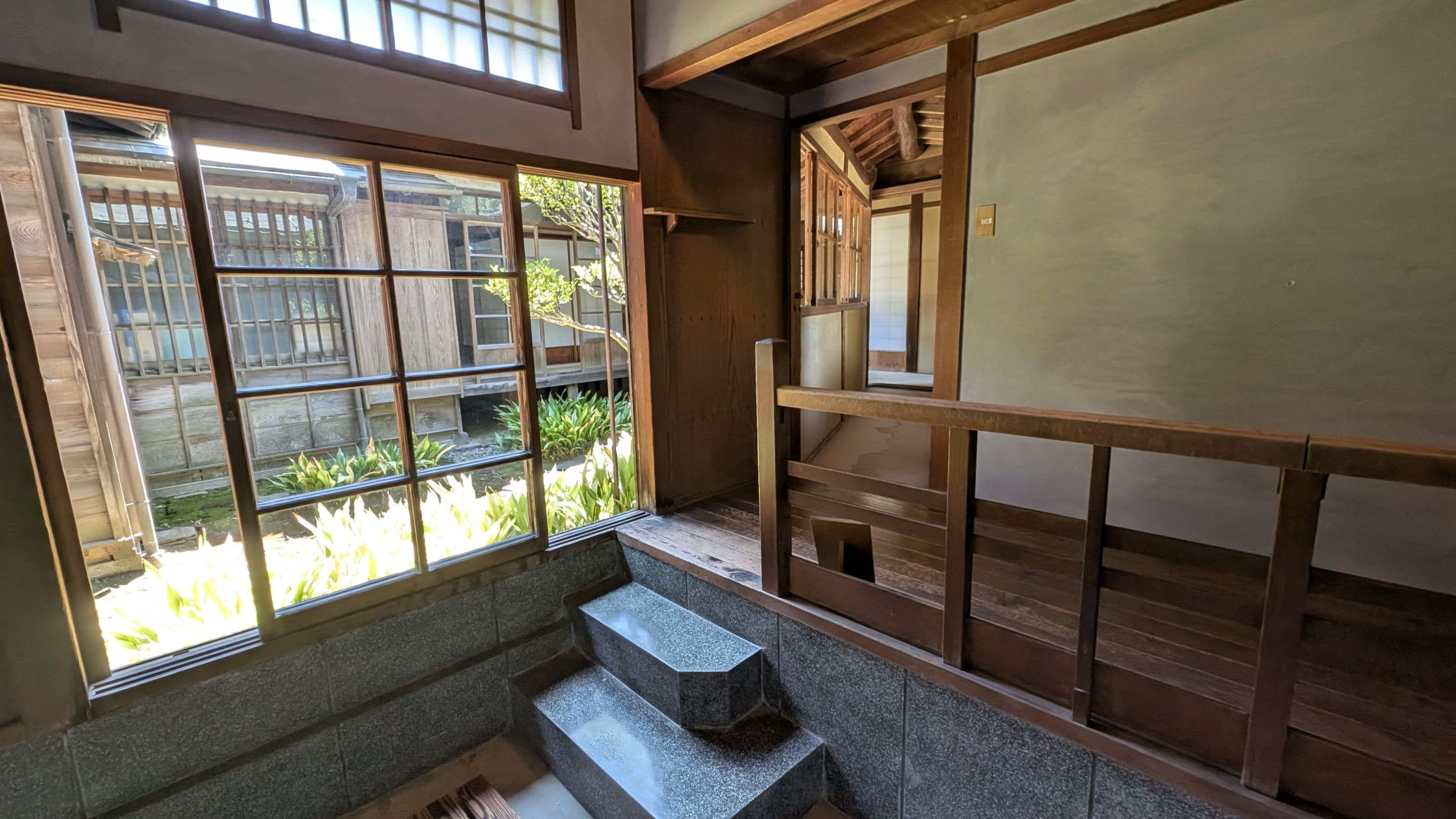
湯殿の周囲
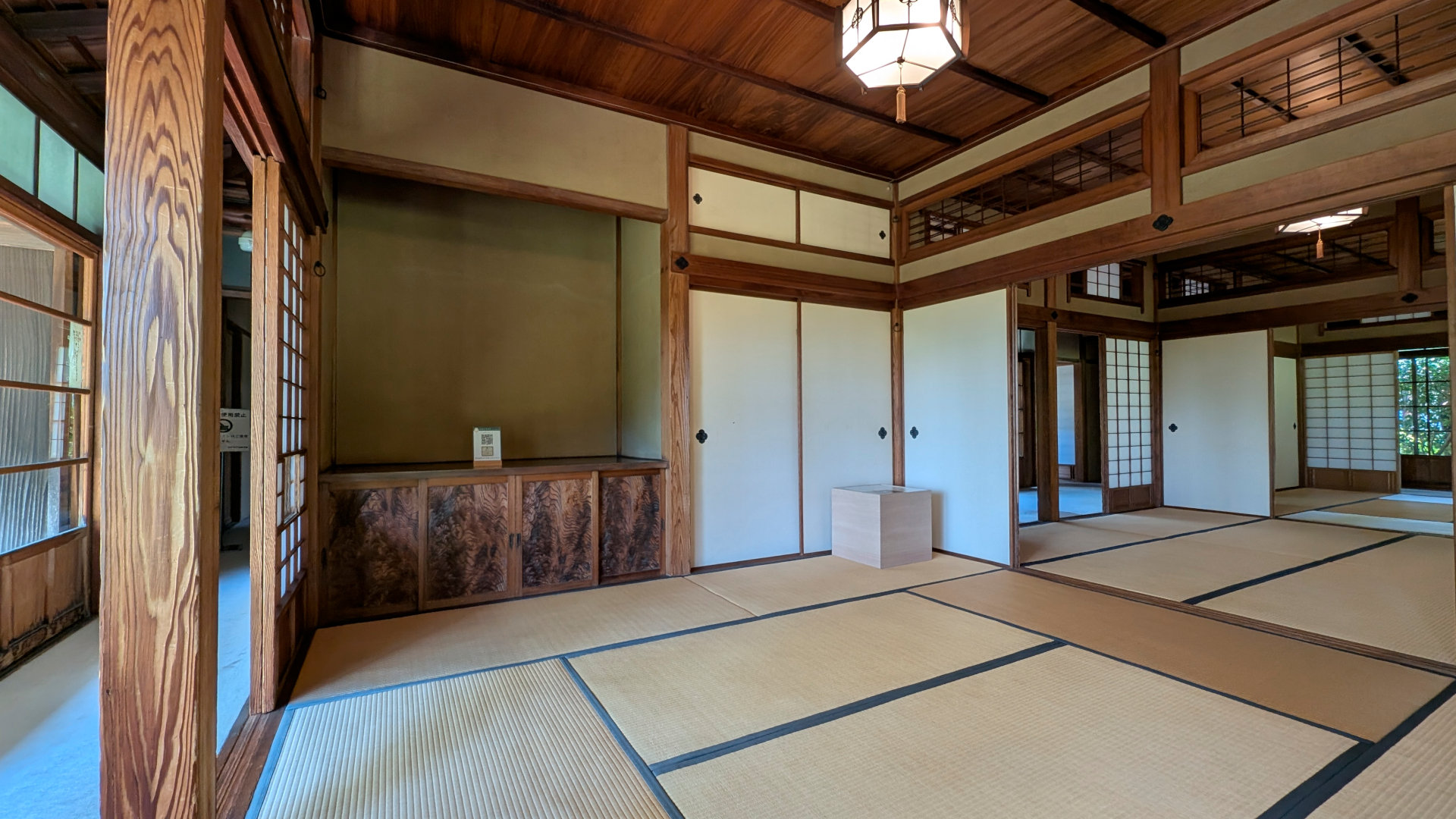
書斎・床と棚

## 旧徳川昭武庭園
旧徳川昭武庭園（きゅうとくがわあきたけていえん）は、戸定邸に造園された庭園。別称は戸定邸庭園。芝生が植えられた現存する洋風庭園としては日本最古とされる。
徳川昭武がフランス留学など約5年間の欧米滞在やパリで開催されたパリ万国博覧会に出席した際などで見聞きした知識を取り入れて1884年（明治17年）から本格的な造園が行われ、6年後の1890年（明治23年）に完成した。戸定邸に接する書院造庭園と、その南に広がる東屋庭園の2つの区画に分かれている。

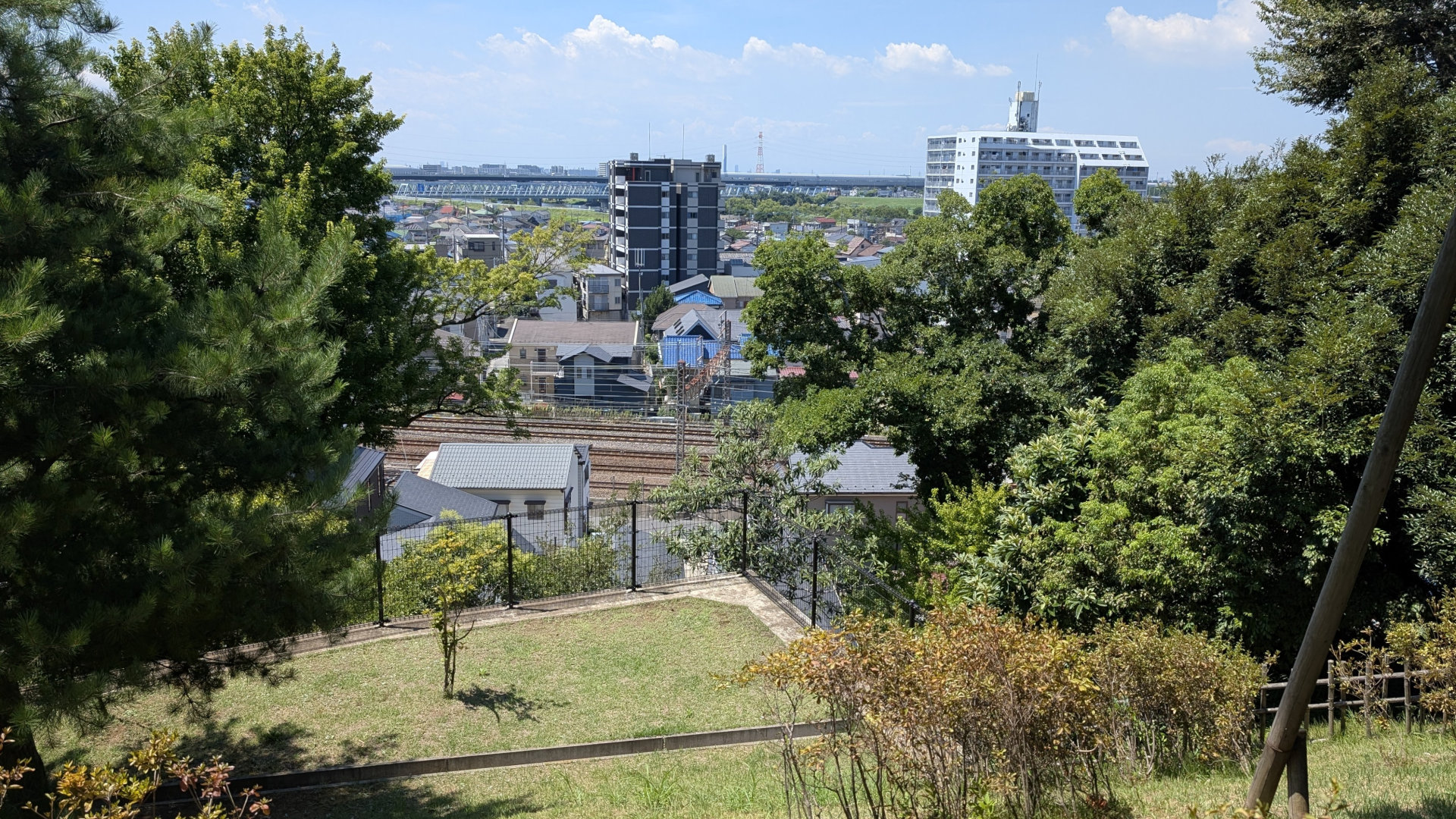
東屋庭園から江戸川方面を望む

庭園様式は、大きな芝生を中心とした平地部分となだらかな築山を配した部分からなり、芝生地の中の象徴木としてイヌマキの植栽は特異的な景観を形づくっている。また、庭園は、スダジイ、クヌギ、コナラなどから構成される林によって囲まれている。日本庭園の伝統的技法となっている借景をとり入れ、高台の優れた景勝地を選び、田園風景を十分眺望できるような設計がされている。
徳川昭武が撮影した写真を基に、盛り土を削り、飛び石や樹木などを往時のように復原する工事が2018年（平成30年）5月に完了した。

## 沿革
- 1882年（明治15年）3月 - 普請を開始。
- 1883年（明治16年）5月30日 - 徳川昭武の隠居願を宮内省が承認。
- 1883年（明治16年）6月11日 - 昭武、水戸徳川家の家督を養嗣子の徳川篤敬に譲る。
- 1884年（明治17年） 4月7日 - 座敷開き（戸定邸完成）。
- 1884年（明治17年） 6月22日 - 昭武、生母・万里小路睦子（秋庭）と移住。
- 1885年（明治18年） 8月16日 - 昭武次女政子、戸定邸にて誕生（生母：昭武側室斎藤八重）。
- 1887年（明治20年） 1月9日 - 昭武長男武麿、戸定邸にて誕生（生母：斎藤八重）。
- 1888年（明治21年）10月12日 - 昭武次男徳川武定、戸定邸にて誕生（生母：斎藤八重）。
- 1889年（明治22年）4月30日 - 徳川慶喜が初来訪（- 5月9日）。
- 1889年（明治22年）5月1日、徳川斉昭正室・慶喜生母の徳川吉子が初来訪。
- 1890年（明治23年） 11月 -  農地「三角畑」を購入し戸定邸庭園完成。
- 1892年（明治24年）5月3日 - 武定が華族に列し子爵を叙爵。戸定邸が新設の松戸徳川家本邸に。
- 1896年（明治28年）12月 - 慶喜、戸定邸で製陶。
- 1898年（明治31年）5月7日 - 有栖川宮威仁親王、慶喜同伴でお成り。
- 1898年（明治31年）7月17日 - 昭武、水戸徳川家13代当主となった侯爵徳川圀順の後見に。
- 1900年（明治33年） - 昭武長男武麿、夭折。
- 1902年（明治35年）2月7日 -  昭武、戸定邸敷地の4600㎡を千葉中学校松戸分校の校地として売却。
- 1902年（明治35年）4月22日 - 皇太子嘉仁親王、行啓。
- 1908年（明治41年）12月2日 - 有栖川宮威仁親王、仏ダラック・ アウトモビーレン製自動車を運転し昭武同伴でお成り。
- 1909年（明治41年）4月 - 千葉中学校松戸分校跡地に千葉県立園芸専門学校開校。
- 1909年（明治42年）7月18日 - 松戸町の薬剤師白井和吉、戸定邸にてヒヲヒ印画紙鍍金現像術を披露。
- 1910年（明治43年）7月3日 - 昭武、東京新小梅町本邸にて死去。
- 1913年（大正2年）4月20日 - 武定、敷地5600㎡を隣接の千葉県立園芸専門学校に売却。
- 1913年（大正2年）5月25日 - 武定、徳川達孝四女繍子と戸定邸にて結婚。
- 1913年（大正2年）11月22日 - 慶喜、東京小日向第六天町邸にて死去。
- 1914年（大正3年）3月16日 - 水戸徳川家評議員会、3万5000円相当の什宝を松戸徳川家に移管決議。
- 1914年（大正3年）8月23日 - 武定長女宗子、戸定邸にて誕生。
- 1916年（大正5年）7月 - 武定、東京帝国大学工科大学造船学科を卒業、大日本帝国海軍士官に。
- 1920年（大正9年）7月17日 - 水戸徳川家と松戸徳川家の家政分離。戸定邸土地建物は武定名義に。
- 1921年（大正10年） - 斉昭側室・昭武生母の万里小路睦子（秋庭）、戸定邸で死去。
- 1937年（昭和12年）3月3日 - 宗子長男徳川文武、戸定邸にて誕生。
- 1937年（昭和12年） - 昭武側室・武定生母の斎藤（徳川）八重、戸定邸で死去。
- 1938年（昭和13年）3月 - 武定、東京帝国大学工学部教授を兼任（ - 1944年（昭和19年）10月）
- 1939年（昭和14年） - 武定、藤原工業大学に「戸定文庫」の工学関係蔵書を寄贈 。
- 1939年（昭和14年） - 宗子次男徳川秀武、戸定邸にて誕生。
- 1946年（昭和21年） - 「使者の間・従者の間」を売却、大森町 (千葉県)発作の赤松家に移築。
- 1951年（昭和26年）4月2日 - 武定、建物と敷地を松戸市に物納。
- 1952年（昭和27年）11月29日 - 武定、戸定邸離座敷で死去。染井霊園に埋葬。
- 1954年（昭和29年） 2月- 松戸市、戸定邸を「戸定館」と命名し、公民館として一般開放。
- 1959年（昭和34年） - 武定夫人繍子死去。
- 1969年（昭和44年） - 旧東屋庭園を整地し福島県学生寮（男子寮）建設。
- 1978年（昭和53年） - 松戸市政35周年記念茶室「松雲亭」を設置。
- 1980年（昭和55年）7月21日 - 徳川昭武関係資料（昭武衣装、御別邸日誌）が松戸市有形文化財に指定。
- 1986年（昭和61年） - 庭園が千葉県の名勝に指定。
- 1991年（平成3年）11月3日 - 「戸定が丘歴史公園」開園、「戸定歴史館」開館。戸定館は「戸定邸」に。
- 1998年（平成10年）4月 - 印西市発作の赤松家に移築されていた「使者の間・従者の間」を再移築・復原。
- 2003年（平成15年）3月 - 松戸市、「松戸徳川家所蔵資料目録」記載の資料取得。
- 2003年（平成15年）3月31日 - 皇后行啓（書の師範・藤岡保子（昭武姪、博武母）の作品展御覧）。
- 2005年（平成17年）11月10日 - 徳川昭武関係資料（4039点）が松戸市有形文化財に追加指定。
- 2006年（平成18年）7月5日 - 旧徳川家住宅松戸戸定邸（建物）が国の重要文化財に指定[9]。
- 2007年（平成19年）2月5日 - 「戸定が丘歴史公園」が「日本の歴史公園100選」に選出。
- 2009年（平成21年）10月16日 - 天皇皇后行幸啓（千葉大学園芸学部創立百周年につき）。松雲亭が便殿に。
- 2010年（平成22年）5月18日 - 行幸啓記念碑建立。戸定邸に至る市道を「戸定みその坂」と命名。
- 2011年（平成23年）1月27日 - 與謝野晶子・鉄幹歌碑「ひなげしの小径」除幕。
- 2013年（平成25年） - 松戸市、福島県学生寮（2011年3月閉鎖）と大和銀行社員寮の跡地計3000㎡を取得し庭園復元開始。
- 2015年（平成27年）3月10日 - 旧徳川昭武庭園（戸定邸庭園）が国の名勝に指定[9]。
- 2018年（平成30年）5月30日 - 東屋庭園復元工事が完成。
- 2021年（令和3年）7月8日 - 同年のNHK大河ドラマ『青天を衝け』で昭武役の板垣李光人来訪。

## 文化財

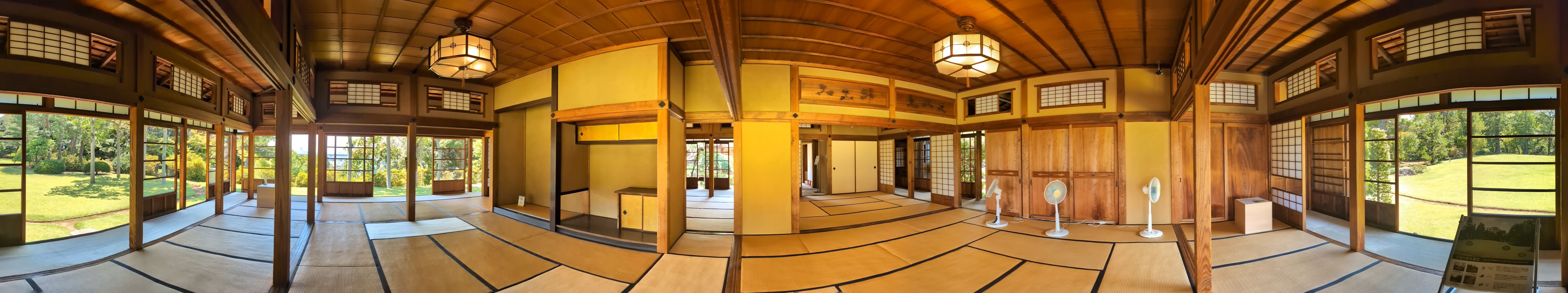
表座敷棟(西・南側に庭園)

国指定重要文化財
- 旧徳川家松戸戸定邸 表座敷棟
- 旧徳川家松戸戸定邸 中座敷棟
- 旧徳川家松戸戸定邸 奥座敷棟
- 旧徳川家松戸戸定邸 離座敷棟
- 旧徳川家松戸戸定邸 内蔵
- 旧徳川家松戸戸定邸 湯殿
- 旧徳川家松戸戸定邸 台所棟
- 旧徳川家松戸戸定邸 玄関棟

国指定文化財 名勝
- 旧徳川昭武庭園（戸定邸庭園）

松戸市指定文化財
- 徳川昭武関係資料（計4039点）

## 戸定が丘歴史公園
戸定が丘歴史公園（とじょうがおかれきしこうえん）は、戸定邸と庭園、戸定歴史館（博物館）、松雲亭（茶室）から構成されている市立歴史公園。日本の歴史公園100選に選定されている。
1991年（平成3年）11月3日に戸定邸の周囲2.3ヘクタールの敷地が歴史公園として整備され一般公開となった。
松雲亭は1978年（昭和53年）に松戸市が市制施行35周年を記念して建設した茶室となっている。

## 戸定歴史館
戸定歴史館（とじょうれきしかん）は、戸定が丘歴史公園内に整備された博物館である。別称は戸定館。
松戸徳川家や徳川慶喜家の資料が展示され、幕末に昭武が訪れたパリ万国博覧会の関係資料など幕末から明治にかけての国際交流と徳川慶喜・昭武兄弟が撮影した写真をメインテーマに、展覧会などが行われている。

### 施設詳細
- 入館時間
  - 9時30分から16時30分（閉館17時）※戸定が丘歴史公園は9時から入園可能。
- 休館日
  - 月曜日（祝日の場合にはその翌日）、年末年始（12月28日から1月4日まで）
- 住所
  - 〒271-0092 千葉県松戸市松戸714の1

## 周辺
- 千葉大学園芸学部[19]
- 松戸神社
- 松戸本陣跡
- 松戸市民会館

## アクセス
- 鉄道
  - JR東日本・京成電鉄 松戸駅東口下車徒歩約11分（経路案内）
- バス
  - 松戸駅東口 京成バス千葉ウエスト 16A系統「市立東松戸病院行」または16系統「梨香台団地行」に乗車。1つ目のバス停「戸定歴史館」で下車。徒歩約4分
  - 松戸駅西口 京成バス 松51・松54・松55「市川駅行」または松52「聖徳学園行」もしくは「北国分駅行」に乗車。4つ目のバス停「戸定歴史館」で下車。徒歩約4分

経路案内。
- 自動車
  - 東京外環自動車道 松戸インターチェンジ（高谷ジャンクション方面から）・三郷南インターチェンジ（大泉ジャンクション方面から）より約10分
  - 駐車場 乗用車46台、バス6台